# Juventus Domo
L'Unione Sportiva Dilettantistica Juventus Domo (in breve Juventus Domo o Juve Domo) è una società calcistica italiana con sede nel comune di Domodossola. Fondata nel 1929, vanta quale maggior successo una decina di stagioni professionistiche (tra Serie C e Serie C2); nella stagione 2024-2025 milita in Promozione Piemonte, sesto livello del campionato italiano di calcio.

## Storia
Le origini del calcio a Domodossola datano a quando una squadra chiamata Domo Foot-Ball Club si iscrisse al campionato di Promozione piemontese del 1921-1922 e in seguito ai campionati di Terza Divisione.
Nel 1927, avendo vinto il proprio girone, fu ammessa in Seconda Divisione nord; nella primavera del 1929 è esclusa dal campionato dopo quattro rinunce consecutive ed è definitivamente sciolta in data 10 marzo 1929.
L'8 luglio 1929 venne fondata la Juventus Domo, utilizzando le maglie granata del defunto Domo. Al termine della stagione 1933-1934 si aggiudicò il proprio girone della Terza Divisione, venendo ammessa alla serie superiore e, dopo la riforma dei campionati del 1935, alla Prima Divisione Piemontese. La stagione 1937-1938 segnò la prima promozione in Serie C per i domesi: conclusa la stagione regolare al secondo posto dietro le riserve del Novara (che non potevano comunque disputare le finali), furono ammessi alle finali regionali della Prima Divisione e, superando il Trino e la FIAT si aggiudicarono la promozione in Serie C, categoria nella quale militarono fino all'interruzione dovuta all'evolversi della seconda guerra mondiale.
Nel dopoguerra, la Juve Domo fu riammessa in Serie C. Rinunciando al restaurato campionato di Promozione, retrocedette in Prima Divisione nel 1947-1948. Nella stagione 1954-1955 la Juve Domo vinse il proprio girone della Promozione Piemontese davanti alla Cossatese e al Grignasco retrocedendo nuovamente dopo aver disputato una sola stagione in IV Serie 1955-1956. Nelle stagioni successive la squadra ottenne un'altra promozione nella stagione 1956-1957, seguita da una nuova, immediata retrocessione (1957-1958). Alla caduta in Seconda Categoria nel 1959 seguì la risalita, l'anno successivo, dopo le finali con Valle Cervo, Ferriere Avigliana e Auxilium di Torino. Nella stagione 1967-1968 non venne ammessa in Promozione, ma conquistò il diritto alla massima categoria regionale vincendo il campionato l'anno successivo. Luigi Brambilla era il manager degli affari del club con cui aveva giocato una partita in Serie C. Vedeva ogni partita ed era fortemente legato alla squadra, quasi come l'amasse.
Al termine della stagione 1970-1971 la squadra ossolana chiuse il campionato della Promozione al primo posto con Albese e Virtus Villadossola; costretta agli spareggi, ne uscì vincitrice con l'Albese e fu promossa in Serie D dove rimase per due stagioni (1971-1972 e 1972-1973). Fu a metà degli anni ottanta che la Juventus Domo diede il via a una serie di buoni risultati.
Promossa in Interregionale nel 1985 dopo aver vinto le finali con Valenzana (la partita fu diretta da un giovane Pierluigi Collina) e aver perso 1 a 0 con il Maros Saint-Vincent, ottenne la promozione in Serie C2 nel 1987-1988, dopo un testa a testa con l'Albenga, 40 anni dopo l'ultima apparizione in Serie C.
Nel 1988-1989 la squadra ottenne la salvezza dopo lo spareggio di Legnano contro l'Ospitaletto, mentre nel 1989-1990, la squadra retrocedette in Serie D. La stagione successiva, la squadra scese in Eccellenza Piemonte e nel 1992 solo uno spareggio vinto ai rigori contro la Strambinese evitò ai granata la terza retrocessione consecutiva. Alla fine degli anni novanta la Juventus Domo disputò i campionati della Promozione e Prima Categoria.
Nell'estate 2000 si fuse con il Crevolamasera nell'Unione Sportiva Valdossola, che ottenne una promozione in Eccellenza nel 2003 retrocedendo l'anno successivo.
Nel 2007 fu rifondata un'altra società, tornando alla vecchia denominazione di "Juventus Domo", nonostante i titoli e i meriti sportivi dell'antica Juventus Domo fossero giustamente detenuti dal Valdossola. Nel 2009-2010 la nuova Juve Domo partecipa al campionato della Prima Categoria.
Nell'estate 2010 la Juve Domo, ricostruita con sacrificio e forte passione dal patron Fabio Scesa e militante in Prima Categoria, si fonde con il Valdossola, militante in Promozione.
Da quel momento la società assume il nuovo nome A.S.D. Domodossola e l'anno successivo partecipa al campionato della Promozione Piemonte-Valle d'Aosta.
Nella stagione 2011-2012 il Domodossola conquista all'ultima giornata la promozione in Eccellenza Piemonte, 8 anni dopo l'ultima partecipazione a quel campionato. L'anno successivo il nome torna a essere Juventus Domo. La stagione 2012–2013 non si rivela fortunata e la squadra, dopo il doppio cambio di allenatore e una serie di immeritate e sfortunate sconfitte, con un ultimo posto all'attivo retrocede e disputa così nuovamente il campionato di Promozione. Il ritorno in Eccellenza avviene al termine del campionato 2014-2015.
Il torneo 2016-2017 resta nei ricordi come uno dei più brutti della storia del club granata. In vetta per tutto il campionato, il Domo accusa un vistoso calo nel finale. Si arriva così all'ultima giornata dove con una vittoria la Juve Domo potrebbe festeggiare la promozione in Serie D. In vantaggio fino al novantesimo minuto, la squadra subisce due reti nei minuti di recupero dal pericolante Cerano ed è incredibilmente costretta allo spareggio promozione contro il Borgaro Torinese che in rimonta batte 4-3 il Baveno, compiendo una rimonta di 15 punti in 8 giornate. Anche durante lo spareggio la Juve Domo è in vantaggio quando si fa raggiungere all'ultimo minuto. Ai rigori vince il Borgaro costringendo i granata a partecipare ai playoff regionali, che vince, e a quelli nazionali dove la corsa si ferma al primo turno contro i lombardi del Calcio Romanese.
La stagione seguente vede il ritorno alla presidenza di Marisa Zariani e la disputa delle partite casalinghe allo stadio "Felino Poscio" di Villadossola a causa dei lavori di ristrutturazione allo stadio domese, ma la squadra retrocede in Promozione. Dalla stagione 2018-2019 la squadra torna a giocare nel proprio stadio Curotti completamente rinnovato.

## Allenatori e presidenti
Di seguito l'elenco degli allenatori e dei presidenti della Juventus Domo, dall'anno di fondazione ad oggi.
- 1929-1935  ...
- 1935-1936  Pavan
- 1936-1938  ...
- 1938-1939  Ferenc Molnár
- 1939-1941  Berardo Frisoni
- 1941-1943  Giovanni Bernone
- 1943-1946  ...
- 1946-1947  ... (1ª-13ª) 
 Masera (14ª-26ª)
- 1947-1948  Morosini (1ª-9ª) 
 Giuseppe Pavan (10ª-30ª)
- 1948-1950  Andrea Gregar
- 1950-1951  Solari
- 1951-1952  Felice Rinolfi
- 1952-1954  Andrea Gregar
- 1954-1955  Natale Gaggiotti
- 1955-1956  Andrea Gregar (1ª-18ª) 
 Ubaldo Passalacqua &  Renato Raccis (19ª-30ª)
- 1956-1957  ... (1ª-15ª) 
 Ubaldo Passalacqua (16ª-30ª)
- 1957-1958  Ubaldo Passalacqua (1ª-11ª) 
 Andrea Gregar (12ª-30ª)
- 1958-1959  Carlo Reguzzoni
- 1959-1960  Angelo Solbiati
- 1960-1963  Mario Bertiglia
- 1963-1964  Mario Tarabbia (1ª-11ª) 
 Dario Lolli,  Attilio Agnesina &  Felice Prandini (12ª-30ª)  [N 1]
- 1964-1965  Mario Bertiglia (1ª-19ª) 
 Dario Lolli &  Attilio Agnesina (20ª-30ª)  [N 1]
- 1965-1966  Stefano Ariatti
- 1966-1967  Stefano Ariatti (1ª-13ª) 
 Tiberio Manzini (14ª-30ª)
- 1967-1968  Tiberio Manzini
- 1968-1969  Silvio Feccia
- 1969-1970  Ernesto Gori
- 1970-1971  Ernesto Gori (1ª-9ª) 
 Giovanni Donna  (10ª-32ª)
- 1971-1972  Giovanni Donna
- 1972-1973  Ferruccio Azzarini (1ª-17ª) 
 Angelo Simondi (18ª-34ª)
- 1973-1975  Angelo Turconi
- 1975-1976  Angelo Turconi (1ª-7ª) 
 Luigi Balzarini (8ª-30ª)
- 1976-1977  Ernesto Gori
- 1977-1978  Ernesto Gori (1ª-12ª) 
 Franco Migliorati (13ª)  [N 2]
 Giancarlo Bercellino (14ª-30ª)
- 1978-1979  Antonio Brando (1ª-18ª) 
 Franco Rondanini (19ª-30ª)
- 1979-1980  Angelo Simondi
- 1980-1981  Roberto Valli
- 1981-1983  Pierantonio Morea
- 1983-1984  Pierantonio Morea (1ª-24ª) 
 Franco Azzoni (25ª-30ª)
- 1984-1985  Diego Zanetti
- 1985-1986  Renato Balzarini
- 1986-1987  Renato Balzarini (1ª-15ª) 
 Luigino Vallongo (16ª-30ª)
- 1987-1989  Luigino Vallongo
- 1989-1990  Franco Viviani (1ª-4ª) 
 Ernesto Villa (5ª-17ª)
 Franco Viviani (18ª-19ª)
 Cesare Cattaneo (20ª-34ª)
- 1990-1991  Oscar Lesca
- 1991-1992  Paolo Valente (1ª-7ª) 
 Sergio Giovannone (8ª-17ª)
 Diego Zanetti (18ª-30ª)
- 1992-1993  Alberto Marchetti
- 1993-1994  Gianni Piaceri
- 1994-1995  Oscar Lesca
- 1995-1996  Giuseppe Chilò (1ª-11ª) 
 Renato Balzarini (12ª-14ª)  [N 3]
 Franco Migliorati (15ª-30ª)
- 1996-1997  Franco Migliorati
- 1997-1998  Franco Azzoni (1ª-7ª) 
 Giovanni Reali (8ª-26ª)
- 1998-2000  Mario Guidetti
- 2000-2001  Mauro Colla
- 2001-2003  Adelmo Paris
- 2003-2004  Alberto Prandini (1ª-5ª) 
 Rinaldo Piraccini (6ª-17ª)
 Alessandro Oliva (18ª-30ª)
- 2004-2005  Alessandro Oliva
- 2005-2006  Sergio Giovannone (1ª-5ª) 
 Fabrizio Francina (6ª-14ª)
 Luciano Foti (15ª-30ª)
- 2006-2007  Luciano Foti  (1ª-18ª) 
 Alessandro Chiello (19ª-30ª)
- 2007-2010  Alessandro Chiello
- 2010-2011  Alessandro Chiello (1ª-17ª) 
 Livio Fantone (18ª-30ª)
- 2011-2012  Adolfo Fusé
- 2012-2013  Fabio Bolzoni (1ª-12ª) 
 Piergiuseppe Fornara (13ª-19ª)
 Fabio Bolzoni (20ª-30ª)
- 2013-2015  Enrico Castelnuovo
- 2015-2016  Enrico Castelnuovo (1ª-27ª) 
 Antonello Foti (28ª-34ª)
- 2016-2017  Lucio Brando
- 2017-2018  Marco Mellano
- 2018-2019  Antonio Talarico (1ª-6ª) 
 Thomas Forzatti (7ª-30ª)
- 2019-2021  Italo Morellini
- 2021-2022  Italo Morellini (1ª-3ª) 
 Massimo Gervasoni (4ª-11ª)
 Graziano Pratini (12ª-30ª)
- 2022-  Michael Nino

- 1929-1931  Enrico Simonetta
- 1931-1934  ...
- 1934-1935  Cerra
- 1935-1936  ...
- 1936-1937  Germano Barbero
- 1937-1940  Francesco Giovanni Zani
- 1940-1941  Germano Barbero
- 1941-1943  Angelo Polli
- 1943-1946  ...
- 1946-1948  Giuseppe Falda
- 1948-1949  Mario Drutto
- 1949-1953  Luigi Vivarelli
- 1953-1954  Paolo Leo[N 4]
- 1954-1956  Vincenzo Villa
- 1956-1957  Michele Del Sordo
 Carlo Briganti
- 1957-1958  Oreste Giorcelli
- 1958-1959  Giorgio Tacca
- 1959-1960  Tranquillo Bonvini
- 1960-1961  Dario Lolli
- 1961-1962  Cesare Margaroli
- 1962-1963  Mario Moalli
- 1963-1966 Consiglio direttivo[N 5]
- 1966-1971  Cesare Margaroli
- 1971-1973  Gian Luigi Caretti
- 1973-1977  Luigi Molteni
- 1977-1978  Bruno Rognoni
 Luigi Frosio &  Eligio Rosselli[N 6]
 Luigi Frosio
- 1978-1979  Luigi Frosio
- 1979-1980  Dario Lolli
- 1980-1983  Andrea Toscano
- 1983-1984  Massimo Polli
- 1984-1986  Eugenio Citrini
- 1986-1989  Ezio Dellapiazza
- 1989-1991  Dario Cattaneo
- 1991-1992  Enrico Pelletti
- 1992-1997  Luigi Atripaldi
- 1997-1998  Franco Hartmann
- 1998-2004  Andrea Toscano
- 2004-2009  Emanuela Margaroli
- 2009-2011  Remigio Minoggio
- 2011-2013  Alessandro Soncin
- 2013-2015  Marisa Zariani
- 2015-2017  Fabio Scesa
- 2017-  Marisa Zariani

Annotazioni
1. 1 2  Commissione Tecnica.
2. ↑  Giocatore, allenatore ad interim.
3. ↑  Allenatore giovanili, ad interim.
4. ↑  Commissario straordinario.
5. ↑  Inizialmente composto da Carlo Briganti,Cesare Margaroli, Dario Lolli & Di Canio. Quest'ultimo è stato in seguito sostituito da Luigi Molteni
6. ↑  Amministratori provvisori.

## Calciatori
Tra i giocatori più conosciuti che hanno militato nella Juventus Domo bisogna citare: Luigi Balzarini (portiere al Milan), Piero Scesa (al Torino), Gastone Tellini (andato al Varese), Guido Vivarelli (ala passata al Monza), Franco Migliorati (alla Casertana, Sanremese e Ternana), Giancarlo Filippini (al Venezia), Felice Rinolfi (al Como), Giovanni Toscano (centravanti del Varese), Giuseppe Scienza (alla Reggiana e al Torino), Gino Barbieri (al Novara), Pozzati, Galeazzi, Pasquino, Brancaleoni, Fochesato, Ivano Conte, Pioletti , Gilardi, Plorutti, i fratelli Foti (allenati da Luigino Vallongo), Paolo Capra (al Legnano).

## Palmarès

### Competizioni interregionali
- Campionato Interregionale: 1

1987-1988 (girone A)

### Competizioni regionali
- Promozione: 4

1954-1955, 1956-1957 (girone A), 1984-1985 (girone A), 2011-2012 (girone A)
- Prima Categoria Piemonte-Valle d'Aosta: 1

1968-1969 (girone A), 1981-1982 (girone A)
- Seconda Categoria Piemonte-Valle d'Aosta: 1

1960-1961 (girone A), 2007-2008 (girone A)
- Terza Divisione Piemonte: 1

1933-1934 (girone A)

### Altri piazzamenti
- Eccellenza:

Secondo posto: 2016-2017 (girone A)
- Promozione:

Secondo posto: 1952-1953 (girone A), 1970-1971, 1974-1975 (girone A), 2014-2015 (girone A)
Terzo posto: 1975-1976 (girone A), 2002-2003 (girone A), 2004-2005 (girone A)
- Prima Divisione:

Secondo posto: 1937-1938 (girone A), 1951-1952 (girone A)
Terzo posto: 1936-1937 (girone A), 1945-1946 (girone A)
- Prima Categoria Piemonte-Valle d'Aosta:

Secondo posto: 1979-1980 (girone A), 1980-1981 (girone A)
Terzo posto: 1998-1999 (girone A)

## Statistiche e record

### Partecipazione ai campionati nazionali
| Livello | Categoria                        | Partecipazioni | Debutto   | Ultima stagione | Totale |
| ------- | -------------------------------- | -------------- | --------- | --------------- | ------ |
| 3º      | Serie C                          | 7              | 1938-1939 | 1947-1948       | 7      |
| 4º      | IV Serie                         | 1              | 1955-1956 | 1955-1956       | 6      |
| 4º      | Interregionale Seconda Categoria | 1              | 1957-1958 | 1957-1958       | 6      |
| 4º      | Serie D                          | 2              | 1971-1972 | 1972-1973       | 6      |
| 4º      | Serie C2                         | 2              | 1988-1989 | 1990-1990       | 6      |
| 5º      | Campionato Interregionale        | 4              | 1985-1986 | 1990-1991       | 4      |

### Partecipazione ai campionati regionali
| Livello | Categoria                       | Partecipazioni | Debutto   | Ultima stagione | Totale |
| ------- | ------------------------------- | -------------- | --------- | --------------- | ------ |
| 1º      | Seconda Divisione               | 1              | 1934-1935 | 1934-1935       | 43     |
| 1º      | Prima Divisione                 | 8              | 1935-1936 | 1951-1952       | 43     |
| 1º      | Campionato Nazionale Dilettanti | 1              | 1958-1959 | 1958-1959       | 43     |
| 1º      | Prima Categoria                 | 8              | 1959-1960 | 1967-1968       | 43     |
| 1º      | Promozione                      | 15             | 1952-1953 | 1984-1985       | 43     |
| 1º      | Eccellenza                      | 10             | 1991-1992 | 2017-2018       | 43     |
| 2º      | Terza Divisione                 | 1              | 1933-1934 | 1933-1934       | 25     |
| 2º      | Seconda Categoria               | 1              | 1960-1961 | 1960-1961       | 25     |
| 2º      | Prima Categoria                 | 4              | 1968-1969 | 1981-1982       | 25     |
| 2º      | Promozione                      | 20             | 1996-1997 | 2022-2023       | 25     |
| 3º      | Prima Categoria                 | 2              | 1997-1998 | 1998-1999       | 2      |